# 格鲁班诉布斯案
格鲁班诉布斯案（英語：Gruban v Booth）是1917年在英國發生的一起欺詐案，由於被告人弗雷德里克·韓德爾·布斯是一位英國國會議員，因此該起案件引起了很大關注。案件原告格魯班是一名出生於德國的商人，經營幾家為第一次世界大战製造彈藥的工廠。為尋求擴大業務所需的政府合同與資金，他找到了英國國會議員兼商人弗雷德里克·亨德爾·布斯，布斯願意為他達成這兩個目標，並向格魯班徵求同意，以獲得一份高於原合同10%價格的新合同。同時隱瞞格魯班的公司董事會成員，欺騙格魯班將公司轉讓，並根據戰時條例將其拘禁以防止有人向自己索要賠償。
格魯班後來因自己被拘留一事獲法庭判決勝訴，并在獲釋之後將被告布斯帶到了法庭。該起案件非常受人關注，以至於參與訴訟的大律師因法庭外擠滿了大量的人群而導致每天很難進入法庭。儘管判決雙方的律師均得名於自己高超的辯護技巧，然而此案件的進展卻幾乎完全是以另外一種方式展開，陪審團僅僅只用了10分鐘的時間就認定布斯有罪。該起案件也使得帕特里克·黑斯廷斯受到關注，他因在此案件取得勝訴而成爲御用大律師。

## 背景

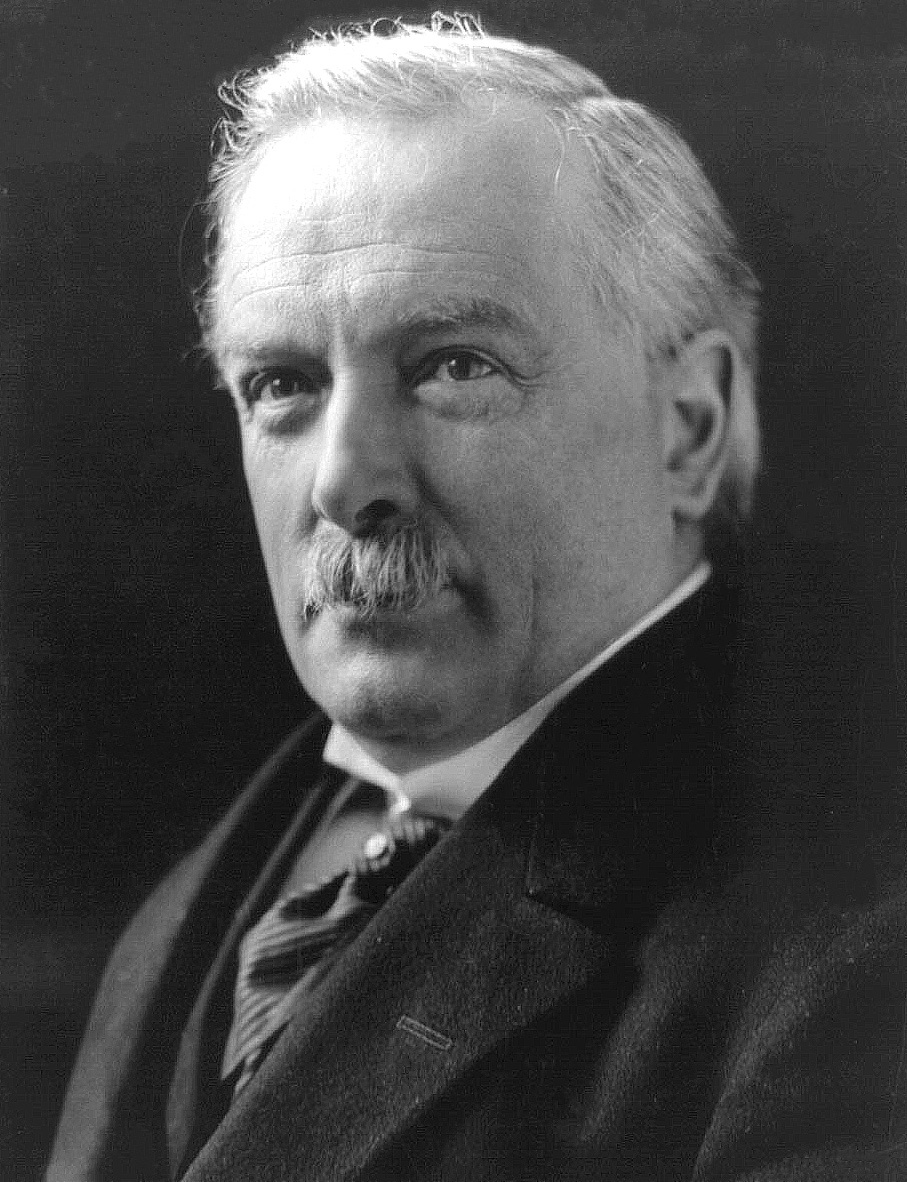
時任英國軍需大臣大衛·勞合喬治

約翰·格魯班是一位出身德國的商人，原名約翰·威爾海姆·格魯班（英語：Johann Wilhelm Gruban），他于1893年前往英國，為一家名爲Haigh and Company的工程公司打工。1913年，他將瀕臨破產的公司成功轉變爲一家機械工具製造商。第一次世界大战爆發之際，它是最早生產軍火機械工具的製造商之一。這件事情使得格魯班成爲了當今這個龐大市場的主要參與者，并且他還試圖籌集5,000英鎊去擴大自己的生意。在一場獨立咨詢中，他聯係到了英國自由黨國會議員弗雷德里克·韓德爾·布斯，他還是約克郡鋼鐵與煤炭公司的董事長，曾領導政府調查了馬可尼醜聞。當格魯班與布斯商討問題時，布斯告訴他“我可以為閣下的公司做的事情比任何英國人能做的都要多”，還聲稱時任英國軍需大臣大衛·勞合喬治與其他重要政府官員均是自己親密的朋友。於是布魯班立即從自己的連襟那裏借來了3,500英鎊投資格魯班的公司。
1915年發生的卢西塔尼亚号擊沉事件在英國激起了一股反德情緒，格魯班很擔憂由於自己的德國國籍以及講話所帶有的濃重德國口音因此難以在英國尋找工作。他又聯係了布斯，布斯向他再次重申自己和大衛·勞合喬治以及他的秘書克里斯托弗·愛迪生是親密的朋友。布斯還説倘若布魯班將自己任命為其公司的董事会成員，格魯班就可以在軍需部做他自己喜歡做的事情。隨後格魯班立即任命布斯為其公司的董事長，并在三個月内花費了400英鎊的開銷。然後他發現這些錢不足以支付布斯的工資，布斯則認爲應當獲得一份高於原合同價值10%半秘密付款的新合同，即“伯明翰合同”，該合同價值6,000英鎊，布斯寫了一份備忘錄聲稱他自己應當從中獲得580或600英鎊。格魯班拒絕了布斯的這一請求，布斯將格魯班的拒絕信扔進了廢紙簍。從那時起，布斯開始竭力削弱格魯班的地位，儘管兩人表面上依然是朋友關係。
在接下來的幾個月內，軍需部針對格魯班的工作以及其德國血統提出了一系列投訴，最終大衛·勞合喬治的秘書發佈了一份書面聲明，稱“近期任何具有德國國籍或加入德國協會的人都不應當與任何從事軍火生產的公司或廠商有重要聯係”。布斯向格魯班展示了這份書面聲明並告訴他挽救公司並防止其被拘禁的唯一方法就是將公司的所有權轉讓給布斯。格魯班隨後按照了布斯的這一套言辭去行事，布斯也從此立即現出原形。即在格魯班沒有收入支撐的情況下，蔑視格魯班與向他提供幫助的妻子和家人。最後，布斯寫信給軍需部，在信中寫道格魯班已經從他身邊離開，隨後該部門將格魯班拘禁。
格魯班針對自己的拘留令提出上訴，並被傳喚至法庭，該案件由羅伯特·楊格爾與約翰·桑基兩位法官負責審理。在對案件事實以及格魯班與布斯之間發生的事情進行核實之後，法官下令立即釋放格魯班，並建議他尋求法律咨詢以瞭解自己是否可以恢復對其公司的控制權。被釋放後，格魯班找到了事務律師W.J.薛諾特，他將這起案件交給了帕特里克·黑斯廷斯處理。

## 審判
黑斯廷斯認爲，自己最好的機會在於可以詢問克里斯托弗·艾迪生關於其與布斯之間的交往一事的來龍去脈，由於愛迪生是一位政府部門的大臣，因此他信賴愛迪生可以在這件事情上講述事實。該起案件於1917年5月7日在英格蘭及威爾斯高等法院皇座法庭開庭，由柯勒律治法官進行審理。帕特里克·黑斯廷斯和赫伯特·沃灵顿擔任格魯班的代表律師，里格比·斯威夫特御用大律師和道格拉斯·霍格擔任布斯的代表律師。此次審判引發了公衆的很大關注，以至於審判的最後一天大律師發現自己想要穿過法院周圍聚集的人群是一件非常困難的事情。
作爲檢控方代表律師，黑斯廷斯是法庭上第一個發言的大律師。他在陪審團面前所做的開場陳述中，批評布斯愛財而不愛國，並聲稱英國人以公平競爭引以爲傲，以及“無論被告人如何高喊愛國主義口號，我相信你們的公平競爭意識，先生們，這次審判將會確保被告人不適合在下議院任職，因爲他犯下了欺詐罪”。黑斯廷斯隨後傳喚格魯班到證人席，要求他告訴陪審團到底發生了什麽。格魯班則描述了布斯如何聲稱大衛·勞合喬治具有影響力。格魯班隨後接受了里格比·斯威夫特的反詰問。
布斯之後也被傳喚至證人席，最開始說格魯班自稱自己是一個“能力很强的人”，是格魯班利用自己的權力去幫助布斯，而不是相反。在第一天的庭審結束時，布斯依然坐在證人席上。第二天早晨，法庭宣佈克里斯托弗·愛迪生將出庭作證。法官允許愛迪生在他們繼續盤問布斯之前提供自己的證詞，在對黑斯廷斯的反詰問過程中，愛迪生表示自己并未通過任何方式向布斯給予建議。還説“格魯班逃離拘留所的唯一辦法是將自己的公司移交給布斯先生去管理是一句謊言”。
審判最後的證人是布斯自己，他聲稱自己永遠不會在伯明翰合同中獲取10%的佣金，并且從未表示自己能夠對政府部門大臣產生影響。黑斯廷斯向陪審團證明了這兩句陳述均爲謊言，首先他向陪審團展示了布斯在“伯明翰合同”備忘錄上簽字的那張紙，其次還展示了布斯發送給格魯班的一份電報，布魯斯在電報上寫道“已經與一位政府内閣大臣和高級官員進行了談判”。
在黑斯廷斯自己的總結陳詞中，寫道審判官柯勒律治法官的判決“總體上對布斯不利”。他還指出格魯班的德國國籍會對陪審團產生偏見，並要求陪審團“確保自身的偏見不會對正義的評判尺度帶來困擾”。最後，陪審團僅僅只用了10分鐘的時間判決了此案件，認定布斯有罪並判給格魯班4,750英鎊。

## 來源
- Hyde, H Montgomery. . London: Heinemann. 1960. OCLC 498180.

## 進一步閲讀
- Hastings, Patrick, Cases in Court, William Heinemann Ltd, London, 1949